# Фримонт (Небраска)
Фримонт (англ. Fremont) — город, расположенный в округе Додж (штат Небраска, США) с населением в 26 397 человек по статистическим данным переписи 2010 года.

## История
Фримонт был основан в 1856 году и назван в честь американского исследователя и политика Джона Фримонта. Благодаря центральному географическому положению Фримонта, через него прошли первый трансконтинентальный телеграф (1861), железная дорога (1866) и шоссе (1913).

## География
По данным Бюро переписи населения США город Фримонт имеет общую площадь в 23,57 квадратных километров, водных ресурсов в черте населённого пункта не имеется.
Фримонт расположен в 56 км к северо-западу от Омахи и в 80 км к северо-востоку от Линкольна на высоте 366 метров над уровнем моря.

## Демография
| Год переписи                    | Нас.  |  | %±     |
| ------------------------------- | ----- |  | ------ |
| 1870                            | 1195  |  | —      |
| 1880                            | 3013  |  | 152,1% |
| 1890                            | 6747  |  | 123,9% |
| 1900                            | 7241  |  | 7,3%   |
| 1910                            | 8718  |  | 20,4%  |
| 1920                            | 9592  |  | 10%    |
| 1930                            | 11407 |  | 18,9%  |
| 1940                            | 11862 |  | 4%     |
| 1950                            | 14762 |  | 24,4%  |
| 1960                            | 19698 |  | 33,4%  |
| 1970                            | 22962 |  | 16,6%  |
| 1980                            | 23979 |  | 4,4%   |
| 1990                            | 23680 |  | −1,2%  |
| 2000                            | 25174 |  | 6,3%   |
| 2010                            | 26397 |  | 4,9%   |
| 1870–2010 U.S. Decennial Census |       |  |        |

По данным переписи населения 2000 года в Фримонте проживало 25 174 человек, 6672 семьи, насчитывалось 10 171 домашнее хозяйство и 10 576 жилых домов. Средняя плотность населения составляла около 1309,9 человек на один квадратный километр. Расовый состав Фримонта по данным переписи распределился следующим образом: 95,28 % белых, 0,57 % — чёрных или афроамериканцев, 0,31 % — коренных американцев, 0,61 % — азиатов, 0,11 % — выходцев с тихоокеанских островов, 0,82 % — представителей смешанных рас, 2,29 % — других народностей. Испаноговорящие составили 4,31 % от всех жителей города.
Из 10 171 домашних хозяйств в 30,7 % — воспитывали детей в возрасте до 18 лет, 53,0 % представляли собой совместно проживающие супружеские пары, в 9,4 % семей женщины проживали без мужей, 34,4 % не имели семей. 29,1 % от общего числа семей на момент переписи жили самостоятельно, при этом 14,0 % составили одинокие пожилые люди в возрасте 65 лет и старше. Средний размер домашнего хозяйства составил 2,38 человек, а средний размер семьи — 2,93 человек.
Население города по возрастному диапазону по данным переписи 2000 года распределилось следующим образом: 24,2 % — жители младше 18 лет, 11,0 % — между 18 и 24 годами, 26,7 % — от 25 до 44 лет, 20,7 % — от 45 до 64 лет и 17,4 % — в возрасте 65 лет и старше. Средний возраст жителей составил 37 лет. На каждые 100 женщин в Фримонте приходилось 90,8 мужчин, при этом на каждые сто женщин 18 лет и старше приходилось 86,8 мужчин также старше 18 лет.
Средний доход на одно домашнее хозяйство в городе составил 36 700 долларов США, а средний доход на одну семью — 45 259 долларов. При этом мужчины имели средний доход в 31 865 долларов США в год против 21 035 долларов среднегодового дохода у женщин. Доход на душу населения в городе составил 18 006 долларов в год. 5,1 % от всего числа семей в округе и 8,8 % от всей численности населения находилось на момент переписи населения за чертой бедности, при этом 10,1 % из них были моложе 18 лет и 7,2 % — в возрасте 65 лет и старше.

## Известные уроженцы
- Армстронг, Уильям Лестер (род. 1937) — бизнесмен, конгрессмен-республиканец.